# Epicerella soalia
Epicerella soalia är en tvåvingeart som först beskrevs av Seguy 1948.  Epicerella soalia ingår i släktet Epicerella och familjen Pyrgotidae.
Artens utbredningsområde är Laos. Inga underarter finns listade i Catalogue of Life.